# Paul Kustaanheimo
Paul Edwin Kustaanheimo (né le 12 avril 1924 à Turku et mort le 24 août 1997) est un astronome et mathématicien finlandais. Ses travaux mathématiques s'appliquent à la mécanique céleste et à la physique atomique.

## Biographie
Kustaanheimo étudia l'astronomie à l'université d'Helsinki. Il obtient son doctorat en 1950 et devient Privat-docent à l'université en 1951. En 1958, il est nommé professeur de mathématiques à l'université d'Helsinki.  À partir de 1969, il devient professeur d'astronomie et directeur de l'Observatoire. À partir de 1971, il est nommé enseignant-chercheur à l'académie finlandaise des sciences. En 1975, il est nommé professeur à l'université technique du Danemark à Lyngby-Taarbæk au nord de Copenhague, où il enseigne les mathématiques.
L'astéroïde (1559) Kustaanheimo a été nommé en son honneur.

## Travaux

### Éliminer la singularité dans les lois de Kepler
En 1920, le mathématicien italien Tullio Levi-Civita réussit à simplifier les équations liées aux lois de Kepler et à faire disparaître une singularité qui était liée (c'est ce que les physiciens appellent une régularisation). La méthode de Tullio Levi-Civita permet de transformer les équations initiales en équations linéaires décrivant des oscillateurs harmoniques.
Cependant, la démonstration de Levi-Civita n'est valable que pour un espace à deux dimensions.
En 1964, Paul Kustaanheimo et Eduard Stiefel réussirent à généraliser les résultats de Levi-Civita à un espace à trois dimensions. L'une des méthodes utilisée est appelée la transformation KS (Kustaanheimo-Stiefel) ; cette transformation s'applique aux algèbres de Clifford (ces algèbres peuvent être vues comme l'une des généralisations possibles des nombres complexes et des quaternions).